# Baleharjo (Wonosari)
Baleharjo is een bestuurslaag in het regentschap Gunung Kidul van de provincie Jogjakarta, Indonesië. Baleharjo telt 6157 inwoners (volkstelling 2010).